# Enicmus transversus
Enicmus transversus là một loài bọ cánh cứng trong họ Latridiidae. Loài này được Olivier miêu tả khoa học năm 1790.